# Lèmec (pare de Noè)
|  | Aquest article tracta sobre el pare de Noè. Vegeu-ne altres significats a «Lèmec». |

Lèmec (hebreu: לֶמֶך בן-מְתוּשֶׁלַח, Lemech ben Mətûšālah‎; àrab: لامَك بن متوشالح, Lāmak ibn Matūxālaḥ) és, segons el Gènesi, un fill de Matusalem que va ser pare de Noè als cent vuitanta-dos anys, vivint després cinc-cents noranta-cinc anys més engendrant altres fills i filles fins que va morir a l'edat de set-cents setanta-set.
Segons una tradició apòcrifa jueva, Lèmec va tenir un fill que va néixer amb els cabells i la pell blanca com la neu i els ulls tan clars que semblava que brillaven. L'avi del nadó, Matusalem, va viatjar fins a la fi del món per parlar amb el seu pare el profeta Henoc, qui li va posar al nadó el nom de Noè (que significa ‘descans' o ‘consol’) i va predir que durant la seva vida es produiria un cataclisme d'àmbit mundial, el diluvi universal.